# کیسوکه هایاشی
کیسوکه هایاشی (انگلیسی: Keisuke Hayashi؛ زادهٔ ۲۵ ژوئیهٔ ۱۹۸۸) بازیکن فوتبال اهل ژاپن است.
از باشگاه‌هایی که در آن بازی کرده‌است می‌توان به باشگاه فوتبال ویسل کوبه اشاره کرد.